# Ђорђе Матић
Ђорђе Матић (Загреб, 1970) јесте песник, есејиста, критичар и преводилац.

## Биографија
Одрастао је у Загребу. Од 1991. живео је прво у Италији, а потом у Холандији, где је студирао енглеску и италијанску књижевност у Амстердаму.
Објавио је збирке поезије „Lingua franca“ (Просвјета, Загреб, 2013) и „Haarlem Nocturne“ (Уитгевериј Ин де Книпсцхеер, 2016, на холандском), затим књигу есеја о музици „Тајни живот пјесама – хрватска популарна музика деведесетих“ (Антибарбарус , Загреб, 2014) и „Тајне везе“ (хрватско издање: Сандорф, Загреб; српско издање: Хеликс, Смедерево, 2017), те збирка есеја о српској култури „Хисторија и савременици“ (Просвјета, Загреб, 2018). Године 2020. објављене су две књиге његових есеја: на француском „Visages du silence – Лица тишине“ (Theatroom, Париз) и на српском књига „Сенке наших предака: Отргнуто од заборава“ (Порталибрис, Београд). У фебруару 2021. објавио је нову збирку поезије „Други звук“ (Пресинг, Младеновац, 2021).
Уредник је и коаутор „Лексикона ЈУ митологије ” (Ренде, Београд, 2004), и коаутор (са Меримом Кључо) тројезичног музичког приручника „Eastern European Folk Tunes” (Schott World Music, 2009). ). Приредио је неколико књига публицистике, као и неколико књига из области историјских наука. Аутор је романа „Ниоктуда с љубављу" (2021). Стални је сарадник загребачког часописа Просвјета и портала Око Радио-телевизије Србије. Члан је Хрватског друштва књижевника и СКД Просвјета.
Априла 2024. додељена му је Награда „Момо Капор".
Живи у Поречу. Ожењен је супругом Еленом и има ћерку Милицу..

## Дела
- Tajni život pjesama; есеји; Antibarbarus, Загреб, 2014.
- Lingua franca; pjesme; Prosvjeta, Загреб, 2013.
- Eastern European Folk Tunes (suautor s Merimom Kljuco); Schott Music Ltd., Лондон, 2009.
- Leksikon Yu mitologije (suautor i urednik); Postfestum; Загреб, 2004.
- Haarlem Nocturne; pjesme napisane na nizozemskom; Indeknipscheer; Низоземска, 2015.
- Visages du silence; Theatroom; Париз, 2020.
- Niotkuda s ljubavlju, roman, Naklada Ljevak, Загреб, 2021.
- Šifrirano, biografija: nove i izabrane pjesme, Naklada Ljevak, Загреб, 2022.